# Забелино (Новосокольнический район)
Забелино — деревня в Новосокольническом районе Псковской области России. Входит в состав Насвинской волости.

## География
Деревня находится в южной части Псковской области, в зоне хвойно-широколиственных лесов, к югу от автодороги 58К-250, на расстоянии примерно 22 километров (по прямой) к северо-северо-западу (NNW) от города Новосокольники, административного центра района. Абсолютная высота — 142 метра над уровнем моря.

### Климат
Климат характеризуется как умеренно континентальный, влажный. Среднегодовая температура воздуха — 4,8 °С. Средняя многолетняя температура самого холодного месяца (января) составляет −7,5 °С (абсолютный минимум — −46 °C), средняя температура самого тёплого (июля) — 17,4°С (абсолютный максимум — 35 °C). Продолжительность безморозного периода составляет в среднем 135 дней. Среднегодовое количество осадков — 602 мм, из которых 425 мм выпадает в период с апреля по октябрь.

### Часовой пояс
Деревня Забелино, как и вся Псковская область, находится в часовой зоне МСК (московское время). Смещение применяемого времени относительно UTC составляет +3:00.

## Население
| 2001 | 2002 | 2010 |
| ---- | ---- | ---- |
| 8    | ↘6   | ↘2   |

Согласно результатам переписи 2002 года, в национальной структуре населения русские составляли 100 %.